# Central Baddibu

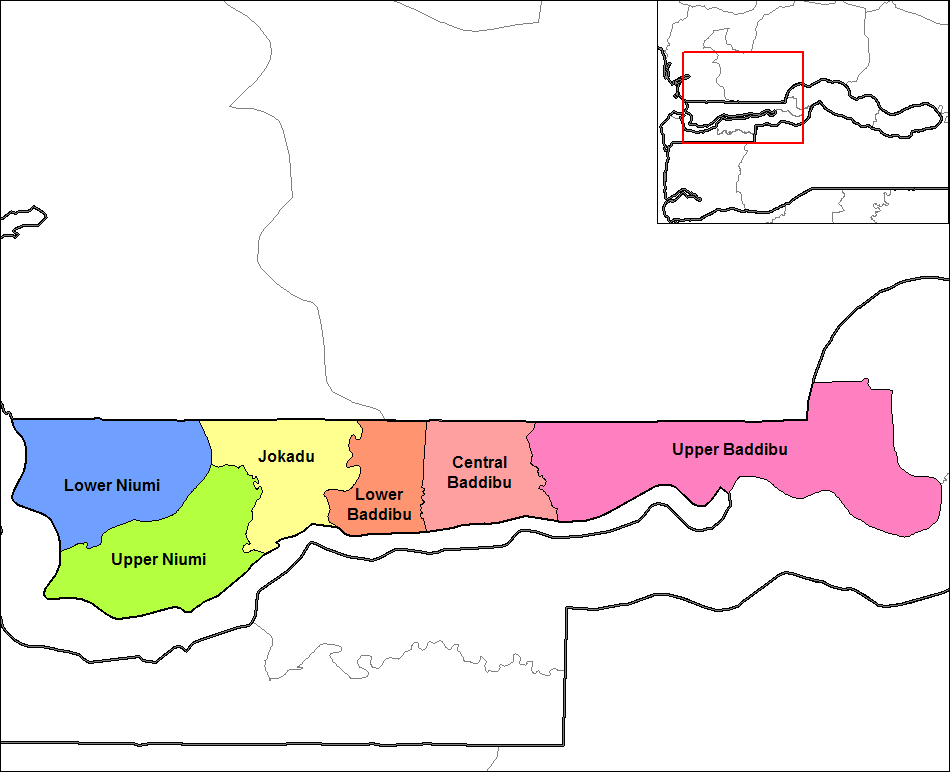
Districten van North Bank.

Central Baddibu is een van de zes districten van de divisie North Bank van Gambia.
Volgens de volksberekening van 2010 wonen er ongeveer 14.546 inwoners - het resultaat van de laatst gepubliceerde volkstelling van 2003 was 14.998.
De naam is afgeleid van Baddibu, een voormalig klein koninkrijk.

## Plaatsen
De tien grootste plaatsen zijn respectievelijk - met erachter het geschatte aantal inwoners:
- Salikenne, 3742
- Nja Kunda, 2199
- Kerr Pateh Kore, 1523
- Daru Rilwan, 1071
- Minteh Kunda, 708
- Mandory, 656
- Marong Kunda, 607
- Dobo, 548
- Nawleru, 539
- Kerr Katims, 456

Central Baddibu · Jokadu · Lower Baddibu · Lower Niumi · Upper Baddibu · Upper Niumi